# Tipula (Lindnerina) illinoiensis
Tipula (Lindnerina) illinoiensis is een tweevleugelige uit de familie langpootmuggen (Tipulidae). De soort komt voor in het Palearctisch en Nearctisch gebied.